# Børgefjellet
Børgefjellet (norsky), Borgafjällen (švédsky) nebo Byrkije (laponsky) je rozlehlé pohoří v jihovýchodním cípu norského kraje Nordland, v severovýchodním cípu kraje Trøndelag, v severozápadním cípu švédského kraje Jämtland a v jihozápadním cípu kraje Västerbotten. Na západě ho ohraničuje údolí Namdalen a jezera Øvre a Nedre Fiplingvatnet. Na švédské straně se táhnou hřebeny Norra a Södra Borgafjällen východním až jihovýchodním směrem a postupně klesají.
Nejvyšší vrchol je Kviktinden (laponsky Voenjelensnjurhtjie, 1699 m n. m.). Následují Løypskartind (1660 m) a Jetnamsklumpen (1513 m), všechny na norské straně. Nejvyšším švédským bodem je hraniční Sipmeke (1423 m). Hory patří do systému Skand a jsou budovány velmi starými horninami z období kaledonského vrásnění.
Hory jsou velmi řídce obydlené. Norská část je chráněna jako Národní park Børgefjell (Børgefjell nasjonalpark). Jižní svahy na švédské straně jsou součástí Daimadalens naturreservat.